# Ільц
Ільц (нім. Ilz) — ярмаркова комуна  (нім. Marktgemeinde)  в Австрії, у федеральній землі Штирія.
Входить до складу округу Гартберг-Фюрстенфельд. Населення становить 3,718 осіб (станом на 31 грудня 2015 року). Займає площу 39 км².

## Міста-партнери
- Рудертінг